# Distrikt Mosoc Llacta
Der Distrikt Mosoc Llacta liegt in der Provinz Acomayo der Region Cusco in Südzentral-Peru. Der Distrikt wurde am 11. November 1964 gegründet. Er besitzt eine Fläche von 43,9 km². Beim Zensus 2017 wurden 1203 Einwohner gezählt. Im Jahr 1993 lag die Einwohnerzahl bei 1335, im Jahr 2007 bei 1864. Die Distriktverwaltung befindet sich in der auf einer Höhe von 3810 m gelegenen Ortschaft Mosoc Llacta mit 678 Einwohnern (Stand 2017). Mosoc Llacta liegt 32 km südöstlich der Provinzhauptstadt Acomayo.

## Geographische Lage
Der Distrikt Mosoc Llacta liegt im Andenhochland im äußersten Südosten der Provinz Acomayo. Im Süden reicht der Distrikt bis an das nördliche Seeufer der Laguna Pampamarca. Zentral im Distrikt befindet sich der See Laguna Asnacocha. Entlang der nordöstlichen Distriktgrenze fließt der Río Vilcanota nach Norden.
Der Distrikt Mosoc Llacta grenzt im Norden an den Distrikt Acopía, im Nordosten und im Osten an die Distrikte Checacupe und Combapata (beide in der Provinz Canchis) sowie im Süden an die Distrikte Pampamarca und Túpac Amaru (beide in der Provinz Canas).

## Ortschaften
Im Distrikt gibt es neben dem Hauptort folgende größere Ortschaften:
- Tactabamba